# Arrondissement Torcy
Arrondissement Torcy (fr. Arrondissement de Torcy) je správní územní jednotka ležící v departementu Seine-et-Marne a regionu Île-de-France ve Francii. Člení se dále na 10 kantonů a 43 obcí.

## Kantony
od roku 2015:
- Champs-sur-Marne
- Chelles
- Claye-Souilly (část)
- Lagny-sur-Marne
- Ozoir-la-Ferrière (část)
- Pontault-Combault
- Serris (část)
- Torcy
- Villeparisis

před rokem 2015:
- Champs-sur-Marne
- Chelles
- Claye-Souilly
- Lagny-sur-Marne
- Noisiel
- Pontault-Combault
- Roissy-en-Brie
- Thorigny-sur-Marne
- Torcy
- Vaires-sur-Marne